# ناحیه بوگیری
ناحیه بوگیری (به لاتین: Bugiri District) یک منطقهٔ مسکونی در اوگاندا است که در استان شرقی، اوگاندا واقع شده‌است. ناحیه بوگیری ۴۲۶٬۸۰۰ نفر جمعیت دارد.